# Janik Haberer
Janik Haberer (Wangen im Allgäu, Baden-Wurtemberg, Alemania, 2 de abril de 1994) es un futbolista alemán. Juega de centrocampista o delantero y su equipo es el F. C. Union Berlin de la 1. Bundesliga alemana.

## Selección nacional
Fue seleccionado en categorías inferiores por la selección de Alemania.

## Estadísticas
Actualizado al último partido disputado el 17 de mayo de 2025.
| Club | Div.          | Temporada     | Liga  | Liga  | Copas nacionales(1) | Copas nacionales(1) | Copas internacionales(2) | Copas internacionales(2) | Total | Total |
| Club | Div.          | Temporada     | Part. | Goles | Part.               | Goles               | Part.                    | Goles                    | Part. | Goles |
| --- | ------------- | ------------- | ----- | ----- | ------------------- | ------------------- | ------------------------ | ------------------------ | ----- | ----- |
| SpVgg Unterhaching · Alemania                                                                                            | 3.ª           | 2011-12       | 3     | 1     | 0                   | 0                   | ―                        | ―                        | 3     | 1     |
| SpVgg Unterhaching · Alemania                                                                                            | 3.ª           | 2012-13       | 15    | 1     | 0                   | 0                   | ―                        | ―                        | 15    | 1     |
| SpVgg Unterhaching · Alemania                                                                                            | 3.ª           | 2013-14       | 35    | 8     | ―                   | ―                   | ―                        | ―                        | 35    | 8     |
| SpVgg Unterhaching · Alemania                                                                                            | Total club    | Total club    | 53    | 10    | 0                   | 0                   | 0                        | 0                        | 53    | 10    |
| TSG 1899 Hoffenheim II · Alemania                                                                                        | 4.ª           | 2014-15       | 17    | 1     | ―                   | ―                   | ―                        | ―                        | 17    | 1     |
| TSG 1899 Hoffenheim II · Alemania                                                                                        | Total club    | Total club    | 17    | 1     | 0                   | 0                   | 0                        | 0                        | 17    | 1     |
| VfL Bochum · Alemania | 2.ª           | 2015-16       | 33    | 3     | 4                   | 1                   | ―                        | ―                        | 37    | 4     |
| VfL Bochum · Alemania | Total club    | Total club    | 33    | 3     | 4                   | 1                   | 0                        | 0                        | 37    | 4     |
| S. C. Friburgo · Alemania                                                                                                | 1.ª           | 2016-17       | 32    | 3     | 2                   | 1                   | ―                        | ―                        | 34    | 4     |
| S. C. Friburgo · Alemania                                                                                                | 1.ª           | 2017-18       | 33    | 3     | 3                   | 1                   | 2                        | 0                        | 38    | 4     |
| S. C. Friburgo · Alemania                                                                                                | 1.ª           | 2018-19       | 27    | 1     | 1                   | 0                   | ―                        | ―                        | 28    | 1     |
| S. C. Friburgo · Alemania                                                                                                | 1.ª           | 2019-20       | 26    | 2     | 1                   | 0                   | ―                        | ―                        | 27    | 2     |
| S. C. Friburgo II · Alemania                                                                                             | 4.ª           | 2019-20       | 1     | 0     | ―                   | ―                   | ―                        | ―                        | 1     | 0     |
| S. C. Friburgo II · Alemania                                                                                             | Total club    | Total club    | 1     | 0     | 0                   | 0                   | 0                        | 0                        | 1     | 0     |
| S. C. Friburgo · Alemania                                                                                                | 1.ª           | 2020-21       | 14    | 0     | 0                   | 0                   | ―                        | ―                        | 14    | 0     |
| S. C. Friburgo · Alemania                                                                                                | 1.ª           | 2021-22       | 26    | 3     | 4                   | 0                   | ―                        | ―                        | 30    | 3     |
| S. C. Friburgo · Alemania                                                                                                | Total club    | Total club    | 158   | 12    | 11                  | 2                   | 2                        | 0                        | 171   | 14    |
| F. C. Union Berlin · Alemania                                                                                            | 1.ª           | 2022-23       | 32    | 5     | 4                   | 0                   | 9                        | 0                        | 45    | 5     |
| F. C. Union Berlin · Alemania                                                                                            | 1.ª           | 2023-24       | 21    | 1     | 1                   | 1                   | 5                        | 0                        | 27    | 2     |
| F. C. Union Berlin · Alemania                                                                                            | 1.ª           | 2024-25       | 28    | 0     | 2                   | 0                   | ―                        | ―                        | 30    | 0     |
| F. C. Union Berlin · Alemania                                                                                            | Total club    | Total club    | 81    | 6     | 7                   | 1                   | 14                       | 0                        | 102   | 7     |
| Total carrera | Total carrera | Total carrera | 343   | 32    | 22                  | 4                   | 16                       | 0                        | 381   | 36    |
| (1) Incluye datos de la Copa de Alemania. (2) Incluye datos de la Liga de Campeones de la UEFA y Liga Europa de la UEFA. |               |               |       |       |                     |                     |                          |                          |       |       |

## Palmarés

### Títulos internacionales
| Título          | Club (*)                     | País    | Año  |
| --------------- | ---------------------------- | ------- | ---- |
| Eurocopa Sub-21 | Selección de Alemania sub-21 | Polonia | 2017 |

(*) Incluyendo la selección.